# Sylvain Simard
Pour les articles homonymes, voir Simard.
Sylvain Simard, né le 26 avril 1945 à Chicoutimi, est un homme politique, un professeur de littérature et un écrivain québécois. Il a été député péquiste de la circonscription de Richelieu. Il fut ministre de l'Éducation (2002-2003) dans le gouvernement de Bernard Landry et une fois dans l'opposition, il fut porte-parole de l'opposition officielle en matière de fonction publique, de services gouvernementaux et en ce qui concerne le Conseil du trésor (2009-2012) et Porte-parole de l’opposition officielle en matière de Régie des rentes, CARRA, régimes de retraite (2011-2012).

## Biographie
Né à Chicoutimi, il a étudié la pédagogie à l'Université de Montréal et a obtenu sa maîtrise ès arts à l'Université McGill. En 1975, il devient docteur en littérature comparée à l'Université Bordeaux III.
Professeur agrégé de littérature française à l'Université d'Ottawa de 1976 jusqu'en 1994, il est l'auteur du livre Le Roman contemporain au Québec avec Robert Vigneault et François Gallays. En 1988, il reçoit le prix Jean-Hamelin pour Mythe et Reflet de la France.
Président du Mouvement national des Québécois, il a été le directeur régional du Parti québécois dans l'Outaouais. À partir de 1991, il préside aussi la Conférence des peuples de langue française (CPLF).
Élu député du Parti québécois dans Richelieu en 1994. Réélu en 1998, en 2003, en 2007 et en 2008. Président de la Commission des institutions de l'Assemblée nationale du 1er octobre 1994 au 29 janvier 1996 puis ministre des Relations internationales dans le cabinet Bouchard du 29 janvier 1996 au 15 décembre 1998. Redevenu député, il est élu par ses pairs président de la Commission des finances publiques du 4 mars 1999 au 6 octobre 2000 et s'est vu confier par le gouvernement le mandat de présider la Commission spéciale sur le nouveau cadre de gestion pour la fonction publique du 17 juin au 9 septembre 1999. Revenu au gouvernement, il est nommé ministre des Relations avec les citoyens et de l'Immigration du 6 octobre 2000 au 8 mars 2001. Après la démission de Lucien Bouchard et la désignation du nouveau premier ministre Bernard Landry, il est nommé ministre d'État à l'Administration et à la Fonction publique et président du Conseil du trésor du 8 mars 2001 au 30 janvier 2002, puis ministre d'État à l'Éducation et à l'Emploi et ministre de l'Éducation du 30 janvier 2002 au 29 avril 2003. Après la défaite de son parti aux élections provinciales de 2003, il est nommé par ses pairs députés président de la Commission des institutions du 6 juin 2003 au 21 février 2007. Outre ses fonctions parlementaires, il a occupé le poste de vice-président de la Commission spéciale sur le choix du site du futur Centre hospitalier de l'Université de Montréal du 28 février 2005 au 8 mars 2005. Il a été également nommé vice-président de la Commission spéciale en vue de l'étude de l'avant-projet de loi remplaçant la Loi électorale du 23 juin 2005 au 21 février 2007. Il a ensuite été élu par ses pairs députés de l'Assemblée nationale président de la Commission de la culture du 25 mai 2007 au 5 novembre 2008, puis président de la Commission de l'administration publique du 15 janvier 2009 au 1er août 2012. Il ne s'est pas représenté aux élections générales provinciales de 2012.
Nommé en avril 2013 par le gouvernement minoritaire nouvellement élu du Parti québécois à titre de président du conseil d'administration de la Société des alcools du Québec, il quitta cette fonction le 19 août 2015.